# Araguatins
Araguatins est une ville brésilienne du nord de l'État du Tocantins. Sa population était estimée à 25 973 habitants en 2007. La municipalité s'étend sur 2 627 km².